# Shauna Rae
Shauna Rae (* 29. Juni 1999 in Pittsburgh, Pennsylvania) ist eine US-amerikanische Reality-TV-Teilnehmerin, Schauspielerin und Webvideoproduzentin.

## Leben und Gesundheit
Rae wuchs bei ihren inzwischen geschiedenen Eltern Scott Lesick und Patty Schrankel auf.
Im Alter von sechs Monaten wurde Rae aufgrund einer Chemotherapie gegen Hirnkrebs im Wachstum ihrer Hypophyse gehemmt, was Hypophysen-Zwergwuchs zur Folge hatte. Den Krebs konnte sie schließlich überwinden. Im Alter von acht Jahren nahm Rae Wachstumshormone ein, deren Einnahme aber mit Beginn der Pubertät eingestellt wurde, womit sie eine Körpergröße von 1,17 m behielt.

## Karriere
Ihre Körpergröße thematisiert sie öffentlich im TV, aber auch online auf ihrem YouTube-Kanal und diversen anderen Social-Media-Plattformen.
Breite Bekanntheit erlangte Rae mit der TLC-Realityserie I Am Shauna Rae, die zwischen 2022 und 2023 mit 16 Folgen ausgestrahlt wurde. Die Serie zeigt ihren alltäglichen Umgang im Zuge ihrer seltenen Erkrankung auf.
Darüber hinaus wirkte sie u. a. in einer Folge der Miniserie Lisey's Story (2021) und dem Film Mr. Santa: A Christmas Extravaganza mit.

## Filmografie (Auswahl)
- 2021: Lisey's Story (Miniserie, 1 Folge)
- 2022: Tamron Hall (Talkshow)
- 2022–2023: I Am Shauna Rae (TLC-Realityserie)
- 2023: The Adventures of Rybread and His Friends (Fernsehserie, 6 Folgen) (Synchronisation)
- 2024: The Adventures of Rybread and His Friends (Kurzfilm)
- 2024: Mr. Santa: A Christmas Extravaganza